# Новогремяченское сельское поселение
Новогремяченское сельское поселение — муниципальное образование в Хохольском районе Воронежской области.
Административный центр — село Новогремяченское.

## Административное деление
В состав поселения входит один населённый пункт:
- село Новогремяченское